# گود زینل‌خان
گود زینل خان یک استادیوم طبیعی برای کشتی با چوخه در اسفراین است. که سالانه میزبان  صدها کشتی گیر از تمامی استان های ایران است. 

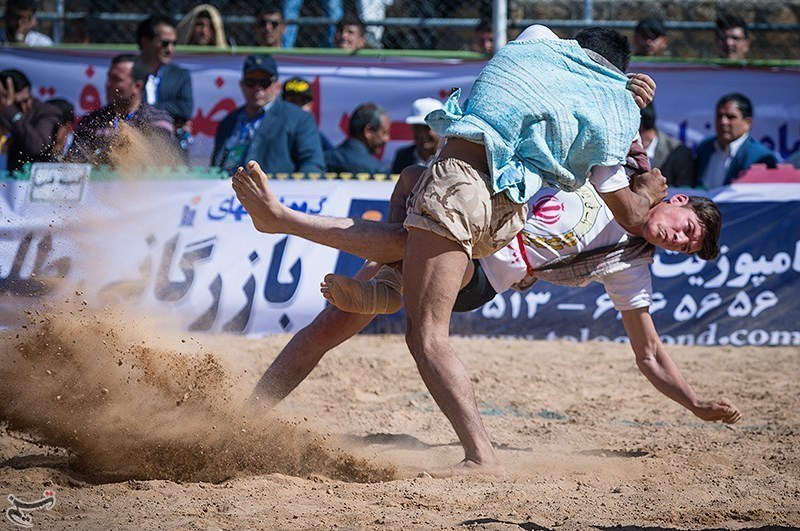
کشتی باچوخه در گود زینل‌خان اسفراین

هزاران نفر هرساله در ۱۴ فروردین در ورزشگاه ۲۵٠۰۰ نفری زینال خان همواره حضور می‌یابند. کنار چشمه زینل خان در اسفراین گودی وجود داشت که چهار تپه در اطرافش بود و این موضوع موجب شد تا استادیومی طبیعی از آن منطقه دیده شود که نام آن را گود زینل خان نام‌گذاری کردند. در این استادیوم ابتدا جایگاه تماشاگران وجود نداشت ولی بعدها با توجه به استقبال و علاقه مردم به ورزش سنتی چوخه جایگاه تماشاگران ساخته شد. این استادیوم در حال حاضر حدود ۲۰ هزار نفر ظرفیت دارد و همه ساله خصوصاً در روز ۱۴ فروردین مردم علاقه‌مند را برای تماشای رقابت‌های چوخه‌کاران به این محل می‌کشاند. رقابت‌هایی که در چهاردهم فروردین در این محل برگزار می‌شود به صورت زنده از شبکه ورزش سیما پخش می‌شود.
جوایز کشتی با چوخه
جوایز کشتی با چوخه نیز به سبب ماهیت سنتی و ملی اش متفاوت است. در اصطلاح به فاتحان میدان چوخه «قند» اهدا می‌شود، کسی که نفر اول شود قند اول را به او می‌دهند و نفرات دوم و سوم هم به تناسب قندهای دیگر می‌گیرند. در کنار قند، هدایایی نظیر شتر ،قوچ ، قالی و گوسفند ، لوازم منزل، وجه نقد و سکه عاید پهلوانان این مسابقات می‌شود. غالباً به‌طور سنتی جوایز کشتی با چوخه از نمادهای زندگی عشایری و روستایی در نظر گرفته می‌شود. گاهی اوقات نیز از دست بافته‌های عشایر نظیر قالی و جاجیم و گلیم استفاده می‌شود. البته این جوایز می‌تواند در مناطق مختلف متفاوت باشد، مهم این است که جوایز متناسب با شأن این ورزش بوده و پشتوانه‌ای برای کشتی‌گیر باشد. 